# Carlos Arniches Barreda
Carlos Arniches Barreda (Alacant, 11 d'octubre de 1866 - Madrid, 16 d'abril de 1943) Fou un comediògraf valencià. Pare de l'arquitecte Carlos Arniches Moltó i espòs de la pedagoga Pilar Moltó y Campo-Redondo.

## Biografia
Crescut a Alacant, realitza gran part de la seua obra a la capital d'Espanya, on destaca com a autor de sainets i comèdies. És característic el seu llenguatge, castís, pres del género chico, la sarsuela i el teatre per hores del segle xix. Des d'aleshores, els personatges madrilenys del seu teatre parlen sempre d'una forma identificable, retallant la síl·laba.
Va crear el gènere còmic denominat tragèdia grotesca, on expressava les seues inquietuds social i regeneracionistes. Entre les seues obres, hi destaquen Es mi hombre, sàtira del masclisme, La señorita de Trevélez, crítica de la joventut burgesa, ociosa i desocupada, Don Quintín el Amargao, La chica del gato, Casa editorial, El santo de la Isidra, Los aparecidos, El amigo Melquiades, Los Caciques o El pobre Valbuena, entre d'altres.
Arniches dominava la tècnica teatral i els recursos còmics de l'acció, i les seues comèdies són àgils i entretingudes; sap com mesclar la tragèdia i la comèdia, i treu partit de qualsevol situació dramàtica, no només per la vis comica i per l'ús del llenguatge, tot i que se l'ha criticat que esmicole la gramàtica i el vocabulari i que abuse dels ambients vulgars.
Va col·laborar com a llibretista de sarsuela per als mestres Ruperto Chapí, Rafael Taboada Mantilla, Federico Chueca i Josep Serrano.

El tío de Alcalá (zarzuela, 1906).